# Nikita (singolo)
Nikita è un brano scritto ed interpretato dall'artista britannico Elton John; il testo è di Bernie Taupin.

## Struttura del brano
Proveniente dall'album del 1985 Ice on Fire, si caratterizza come una canzone pop; presenta David Paton al basso, Dave Mattacks alla batteria e Nik Kershaw alla chitarra elettrica. Ai sintetizzatori troviamo sia Fred Mandel che Elton; la rockstar, oltre che al pianoforte, si cimenta anche nei cori insieme a Davey Johnstone e George Michael.

## Significato del testo
Il testo di Bernie parla di un uomo innamorato di una guardia di frontiera (chiamata per l'appunto Nikita) proveniente dalla Repubblica Democratica Tedesca; egli non può incontrarla perché non è tollerato nel Paese (la storia si svolge nell'ambito della Guerra Fredda). Il videoclip della canzone fu diretto da Ken Russell e il ruolo della donna soldato fu interpretato da Anya Major. Russell, in un primo momento, non si rese conto del fatto che "Nikita" fosse un nome maschile in Russia (basti pensare a Nikita Krusciov); data la bisessualità di Elton John, quindi, potrebbe anche aver immaginato un Nikita uomo.

## Il grande successo
Nikita è uno dei brani più famosi di Elton: distribuita come singolo il 29 ottobre del 1985 nel Regno Unito e nel febbraio del 1986 negli Stati Uniti, ebbe un grandioso successo in buona parte dell'Europa, raggiungendo una terza posizione, una #1 in Germania, Paesi Bassi, Svizzera e Irlanda e una #2 in Norvegia. Negli Stati Uniti, essa conseguì una #7, mentre in Nuova Zelanda si posizionò al primo posto. Infine, il regista Luc Besson fu ispirato proprio da questo brano per la realizzazione del film Nikita.

## I singoli
Singolo 7"
1. "Nikita" — 4:54
2. "The Man Who Never Died" — 5:10

oppure "Restless" — 4:26
oppure "I'm Still Standing" — 3:03
oppure "Don't Let the Sun Go Down on Me" — 6:12
Maxi singolo 12"
1. "Nikita" (extended version) — 5:43
2. "The Man Who Never Died" — 5:10
3. "Sorry Seems to Be the Hardest Word (live)" — 3:26
4. "I'm Still Standing (live)" — 4:38

## Classifiche
| Classifica (1986)                       | Posizione più alta |
| --------------------------------------- | ------------------ |
| Austria                                 | 3                  |
| Paesi Bassi                             | 1                  |
| Francia                                 | 6                  |
| Eurochart Hot 100 Singles               | 1                  |
| Germania                                | 1                  |
| Irlanda                                 | 1                  |
| Nuova Zelanda                           | 1                  |
| Norvegia                                | 2                  |
| Svezia                                  | 7                  |
| Svizzera                                | 1                  |
| Official Singles Chart                  | 3                  |
| Billboard Hot 100                       | 7                  |
| Billboard Hot Adult Contemporary Tracks | 3                  |

## Formazione
- Elton John: voce, pianoforte, sintetizzatori, cori
- David Paton: basso
- Dave Mattacks: batteria
- Nik Kershaw: chitarra elettrica
- Fred Mandel: sintetizzatori
- Davey Johnstone: cori
- George Michael: cori